# بيت كومبتون
بيت كومبتون (بالإنجليزية: Pete Compton)‏ هو لاعب كرة قاعدة أمريكي، ولد في 28 سبتمبر 1889 في سان ماركوس في الولايات المتحدة، وتوفي في 3 فبراير 1978 في كانساس سيتي في الولايات المتحدة.

## وصلات خارجية
- بيت كومبتون على موقعبيزبول رفرنس.كوم (الدوري الرئيسي) (الإنجليزية)
- بيت كومبتون على موقعبيزبول رفرنس.كوم (الدوري الثانوي) (الإنجليزية)